# Halton Castle (Cheshire)

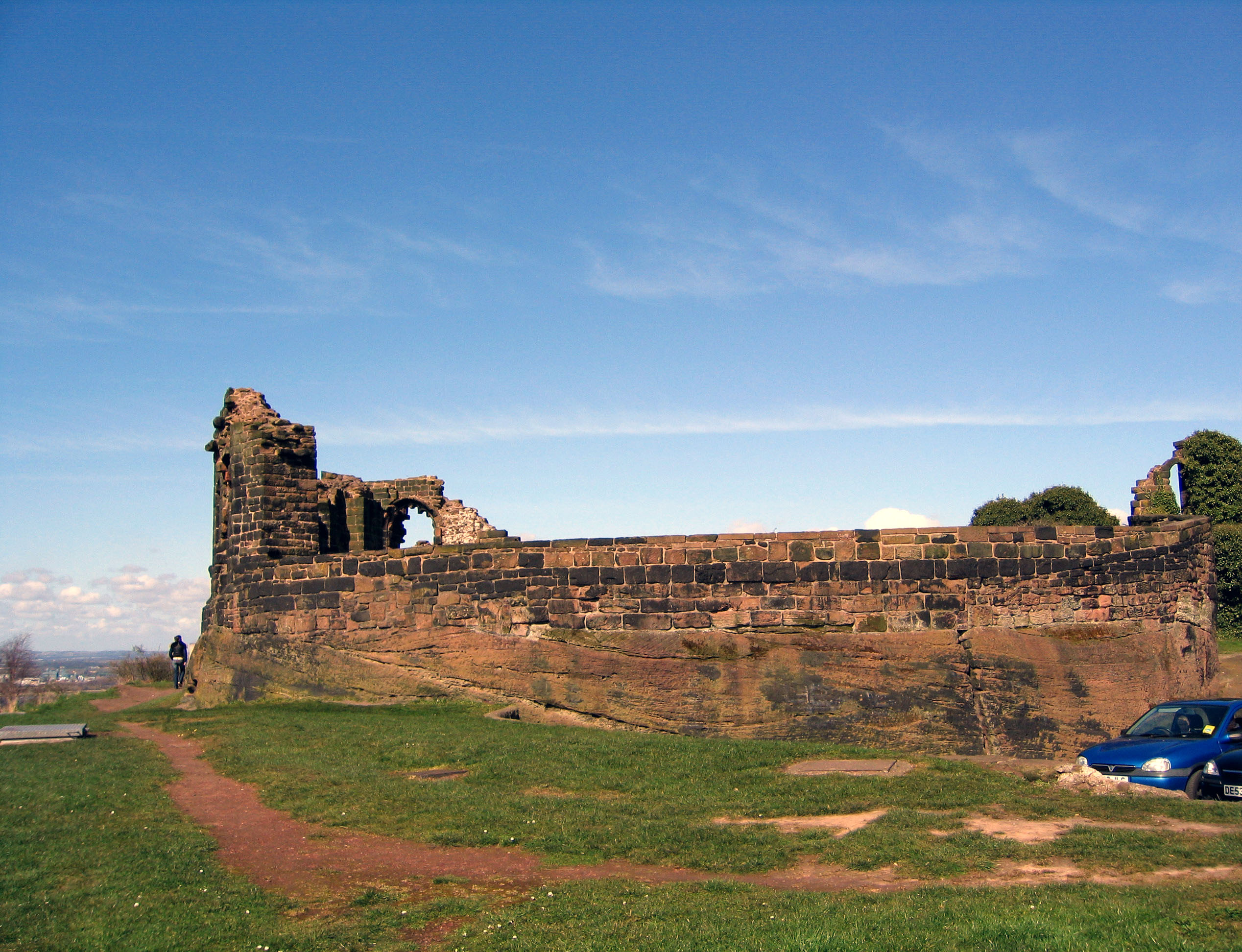
Teil der Burgruine Halton Caste, 2006

Halton Castle ist eine Burgruine im früheren Dorf Halton, heute Teil der Stadt Runcorn in der englischen Grafschaft Cheshire. Die Ruine liegt auf dem Gipfelplateau des Halton Hill, eines Sandsteinhügels über dem Dorf. English Heritage hat sie als historisches Gebäude I. Grades gelistet. Sie gilt auch als Scheduled Monument.
Die Burg war vom 11. bis zum 14. Jahrhundert Sitz der Barone Halton und fiel dann an das Herzogtum Lancaster. Im englischen Bürgerkrieg wurde sie zweimal belagert. Danach verfiel sie. Im 18. Jahrhundert wurde ein neues Gerichtsgebäude anstelle eines früheren Torhauses errichtet. Die Burg ist mit Ausnahme des Gerichtsgebäudes heute eine Ruine. Das frühere Gerichtsgebäude ist heute ein Pub.

## Geschichte

### Bau und Verwaltung
Auch wenn es dafür heute keinen Beweis mehr gibt, ist zu vermuten, dass sich auf dem Halton Hill eine urgeschichtliche Siedlung befand. Nach der normannischen Eroberung Englands gründete Hugh Lupus, Earl of Chester, die Baronie Halton. Als erster Baron wurde Nigel of Cotentin ernannt und es ist sehr wahrscheinlich, dass er an dieser Stelle eine hölzerne Motte bauen ließ, auch wenn die Ausgrabungen der Jahre 1986–1987 keine Beweise für eine Motte, einen hölzernen Turm oder eine Palisade zutage förderten. Höchstwahrscheinlich wurde die hölzerne Burg im Laufe des 12. Jahrhunderts durch eine aus lokal gebrochenem Sandstein ersetzt, wofür man allerdings auch keinen schriftlichen Beweis gefunden hat. Details dieses Gebäudes sind nicht bekannt, aber man denkt, das John of Gaunt, der 14. Baron, die Burg umbauen ließ. Auch dies wurde allerdings nicht dokumentiert. Als Henry Bolingbroke, der Baron aus dem 15. Jahrhundert, als Heinrich IV. den englischen Thron bestieg, wurde die Burg Eigentum des Herzogtums Lancaster.
Das älteste Dokument über eine Bautätigkeit an Halton Castle zeigt, dass die Burg im 15. Jahrhundert und bis ins 16. Jahrhundert regelmäßig unterhalten wurde. Zwischen 1450 und 1457 wurde ein neues Torhaus errichtet. Es gibt keinen Beweis dafür, dass die Burg in den Rosenkriegen eine Rolle spielte. Dies wäre wegen ihrer relativ versteckten Lage auch unwahrscheinlich gewesen. Aber aus einem Bericht über die königlichen Paläste aus dem Jahr 1609 geht hervor, dass die Burg damals bereits verfallen war. In der Tudorzeit diente die Burg nicht mehr als Festung, sondern eher als Gefängnis, Verwaltungszentrum und Gerichtsgebäude. In den Jahren 1580 und 1581 wurde die Burg als Gefängnis für Leute ausgewiesen, die auf ihrem katholischen Bekenntnis beharrten und sich nicht der anglikanischen Kirche anschließen wollten. Es gibt aber keinen Beweis dafür, dass die Burg jemals tatsächlich in dieser Weise genutzt wurde.

### Königliche Besuche
Es gibt wenig Beweise für Besuche hochgestellter Persönlichkeiten auf der Burg, auch wenn man annimmt, dass König Johann Ohneland 1207 der Burg einen Besuch abstattete und £ 5 für die Erhaltung ihrer Kapelle beisteuerte. König Eduard II. besuchte die Burg sicher und hielt sich dort im November 1323 drei Tage auf. In dieser Zeit besuchte er auch die Priorei Norton.

### Bürgerkrieg
Bei Ausbruch des englischen Bürgerkriegs wurde Halton Castle mit einer Garnison von Royalisten unter dem Kommando von Captain Walter Primrose belegt, der von Earl Rivers ernannt worden war. Die Burg wurde 1643 von parlamentaristischen Truppen unter Sir William Brereton belagert und die Royalisten ergaben sich nach der mehrwöchigen Belagerung. Als bekannt wurde, dass übermächtige royalistische Truppen unter Führung von Prinz Ruprecht in Anmarsch waren, gaben die Roundheads die Burg auf und sie wurde wieder von den Royalisten unter Colonel Fenwick besetzt. Im Jahre 1644 gab es eine zweite Belagerung, aber als das Kriegsglück die Royalisten auf anderen Schlachtfeldern verließ, räumten sie Halton Castle und die Parlamentaristen unter William Brereton zogen erneut ein. 1646 wurde in Warrington ein „Council of War“ abgehalten, wo beschlossen wurde, die Befestigungen von Halton Castle und Beeston Castle zu schleifen. Dies wurde bald durchgeführt und so hatte die Burg keine militärische Bedeutung mehr. Im Jahre 1650 wurde die Burg als “stark verfallen” bezeichnet.

### Jüngere Geschichte

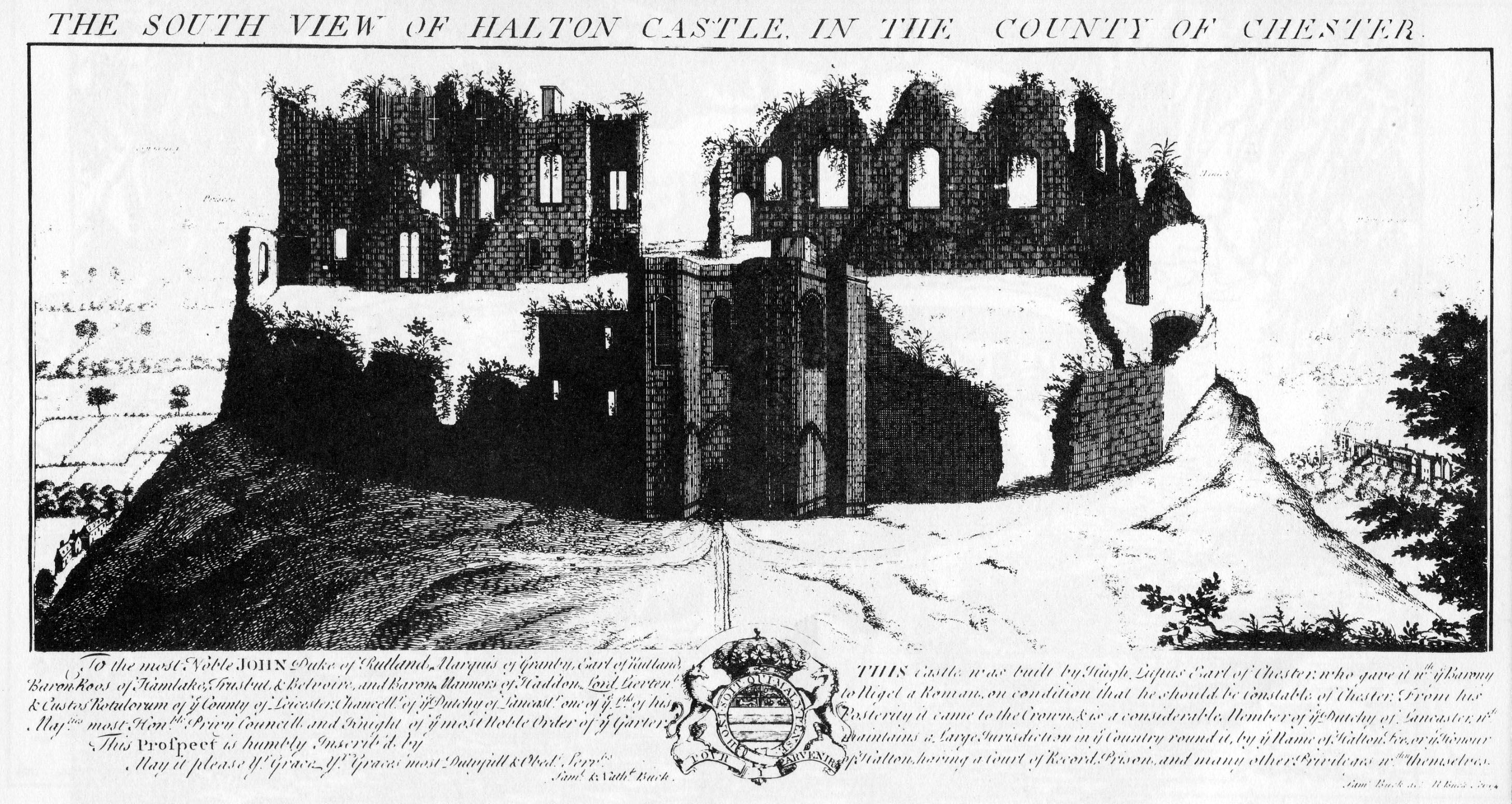
Halton Castle 1727. Gravierung der Gebrüder Buck

Die Burg verfiel weiter, auch wenn das Torhaus weiterhin als Gerichtsgebäude genutzt wurde. 1728 pachtete George Cholmondeley, 2. Earl of Cholmondeley, das Anwesen von der Krone. 1737 wurde an der Stelle des mittelalterlichen Torhauses ein neues Gerichtsgebäude errichtet. Henry Sephton, ein Architekt aus Liverpool, und John Orme, ein Tischler aus Prescot, wurden mit der Ausführung beauftragt. Im Obergeschoss befand sich der Gerichtssaal und im Erdgeschoss das Gefängnis. Im Jahre 1792 war das Gerichtsgebäude verfallen und man trieb Geld auf, um es zu renovieren. Die Geldquelle ist allerdings nicht bekannt. Das Gericht tagte dort noch bis 1908.
Um 1800 wurden den verfallenen Mauern an der Ostseite der Burgruine noch drei Folly-Mauern hinzugefügt, damit das Ganze von der Norton Priory, dem Haus von Sir Richard Brooke, aus noch beeindruckender aussah. Eine dieser Mauern wurde um 1906 abgerissen. Im viktorianischen Zeitalter wurden in den Mauern der Burg ein versunkener Garten und zwei Bowling Greens angelegt. 1977 wurde die Burgruine an die Gemeindeverwaltung von Halton verpachtet. In den Jahren 1986 und 1987 wurden Ausgrabungen auf dem Anwesen der Burg durchgeführt.

## Heutiger Zustand

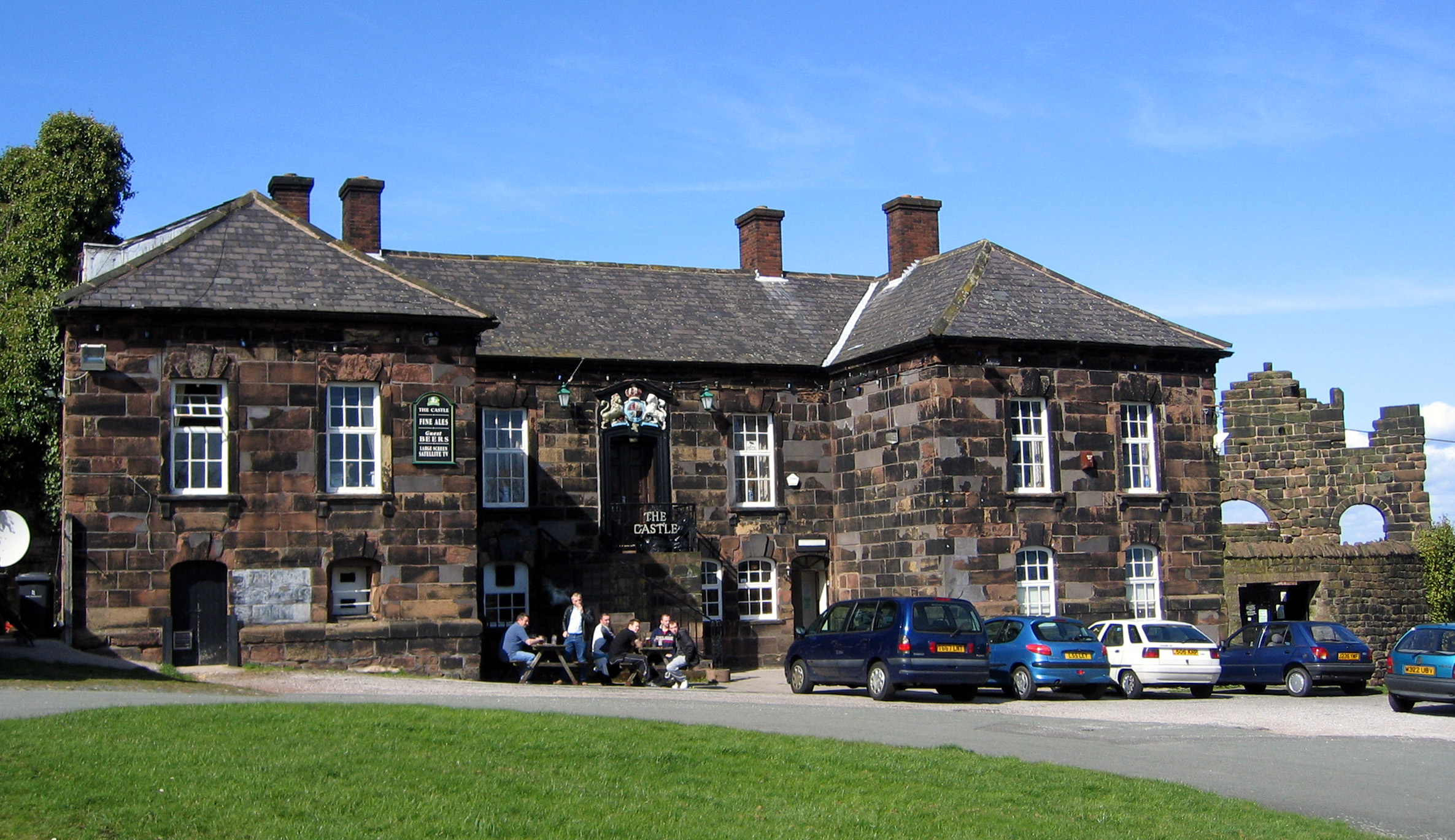
Früheres Gerichtsgebäude der Burg, heute Schlosshotel

Die Burgruine gehört weiterhin dem Herzogtum Lancaster und das Anwesen wird vom Norton Priory Museum Trust verwaltet. Das Innere der Burgruine ist gelegentlich öffentlich zugänglich und es gibt Pläne, die Besichtigungsmöglichkeiten künftig zu erweitern. Die Burgruine ist ein historisches Gebäude I. Grades. Die Mauern sind verfallen, aber die Peripherie ist intakt. Man kann ganz um die Burgruine herumgehen. Von der erhöhten Position aus kann man das Land in allen Richtungen weit überblicken, so z. B. Lancashire, Cheshire, die Pennines, die Hügel des Peak-District-Nationalparks und die Berge von Nordwales. Das Gerichtsgebäude ist heute ein Pub. English Heritage hat es als historisches Gebäude II*. Grades gelistet.